# Gavriil Volkov
Gavriil Moiseevici Volkov (în rusă Гавриил Волков) (n. 6 aprilie 1920) este un general rus de securitate, care a îndeplinit funcția de președinte al Comitetului Securității de Stat (KGB) din RSS Moldovenească (1979-1989).

## Biografie
Gavriil Moiseevici Volkov s-a născut la data de 6 aprilie 1920 în Rusia.
A fost ofițer de informații în cadrul KGB, deținând funcția de director-adjunct al Comitetului Securității de Stat (KGB) din RSS Moldovenească în anii 1955-1962. Este apoi transferat ca șef de direcții la agențiile KGB din regiunile Kalinin (astăzi Tver) și Volgograd. În timpul primei sale șederi în Moldova, având o personalitate sociabilă și plăcută, el și-a făcut mulți prieteni și cunoscuți care au reușit să obțină prin Semion Țvigun, adjunct al lui Iuri Andropov, transferul lui Volkov la  Chișinău.
În anul 1979, generalul Gavriil Volkov este numit în funcția de președinte al Comitetului Securității de Stat (KGB) din RSS Moldovenească. Dintre toți șefii securității moldovenești din ultimii aproape 40 ani, el era considerat un bun agent de contrainformații. El a continuat activitatea de informații cu privire la dizidenții naționaliști. A continuat activitatea de control și prevenție a lecturilor din limba română, a ascultării de discuri muzicale, produse în România, a posturilor de radio din străinătate, acestea din urmă fiind bruiate. KGB-ul s-a ocupat cu producerea de rapoarte analitice asupra conținutului emisiunilor radio și TV ale posturilor românești  de radio și TV pentru organele superioare de partid, care, în majoritate, nu cunoșteau limba română,  iar persoanele care le ascultau (vizionau) erau supuse "profilaxiei".  A continuat activitatea de depistare a disidenților, aceasta având, în special, un caracter antievreiesc.   În anul 1989, odată cu agravarea problemeleor naționale din URSS, noul președinte al KGB, Vladimir Kriucikov a decis să desemneze președinți ai KGB-urilor republicane din rândul populațiilor autohtone.
Rusului Gavriil Volkov, având vârsta de 69 ani, i s-a propus să se pensioneze. Astfel, în ianuarie 1989, generalul-locotenent Volkov a fost înlocuit de către generalul Gheorghe Lavranciuc.

## Lucrări publicate
- Взгляд через десятилетия (Ed. S.I.S. al Republicii Moldova, Chișinău, 2006)